# 挾間町高崎
挾間町高崎（はさままちたかさき）とは、大分県由布市内の大字。郵便番号は879-5513。

## 地理
由布市の北東部、高崎山南東斜面から大分川支流賀来川の左岸の斜面部に位置する。そのほとんどが山林となっている。1955年（昭和30年）7月1日、挾間町大字高崎の一部が大分市に編入され、大分市高崎となった。
挾間町七蔵司、挾間町来鉢、挾間町三船、大分市（高崎、宮苑、田ノ浦、上八幡、机張原）と接する。

## 歴史
- 1954年10月1日 - 大分郡挾間村・谷村・石城川村・由布川村が合併し、挾間村が成立。（大分郡挾間村）
- 1955年
  - 4月1日 - 町制施行し、挾間町となる。（大分郡挾間町大字高崎）
  - 7月1日 - 挾間町大字高崎の一部が大分市に編入される。
- 2005年10月1日 - 挾間町・庄内町・湯布院町で新設合併、市政施行で由布市が成立。大字表記および、小字、番地の「の」が廃止される。（由布市挾間町高崎）[3]。

## 小・中学校の学区
市立小・中学校に通う場合、学区は以下の通りとなる。
| 町名       | 小学校               | 中学校             |
| ---------- | -------------------- | ------------------ |
| 挾間町高崎 | 由布市立石城川小学校 | 由布市立挾間中学校 |

## 交通

### バス
かつては大分バスが運行していたが、由布市が運営するコミュニティバスが運行している。

### 道路
- 東九州自動車道 - 高速挾間バス停（休止中）
- 大分県道51号別府挾間線
- 大分県道619号中村別府線
- 大分県道696号高崎大分線

## 施設
- 高崎温泉 - 挾間温泉のひとつ
- 高速挾間バス停（休止中）